# Liste des maires de Pontivy
La liste des maires de Pontivy présente la liste des maires de la commune française de Pontivy, située dans le département du Morbihan en région Bretagne.

## La mairie

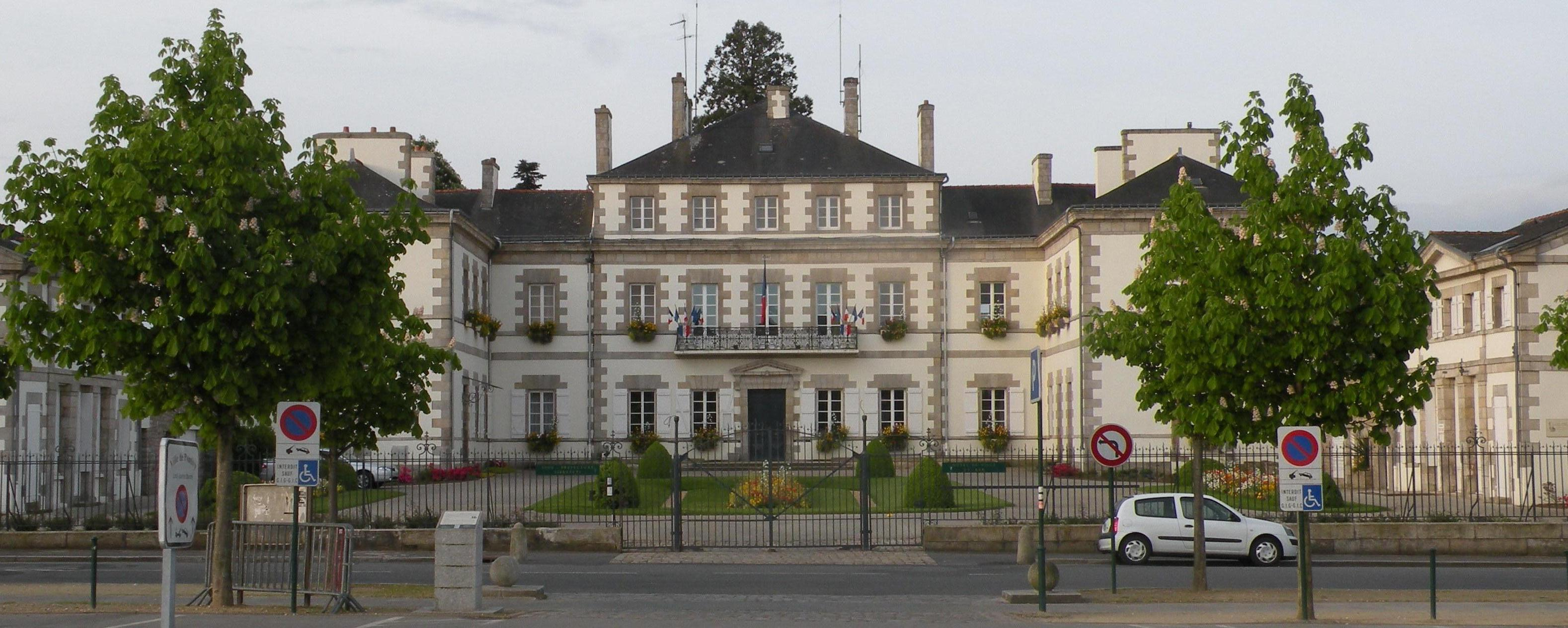
L'hôtel de ville.

## Liste des maires

### Sous l'Ancien Régime
| Période                                  | Période | Identité                        | Étiquette | Qualité                                                                |
| ---------------------------------------- | ------- | ------------------------------- | --------- | ---------------------------------------------------------------------- |
| Les données manquantes sont à compléter. |         |                                 |           |                                                                        |
| 1762                                     | 1770    | François Querneure de Keralbaud |           |                                                                        |
| 1770                                     | 1777    | Gabriel Allanic de Bellechère   |           |                                                                        |
| Les données manquantes sont à compléter. |         |                                 |           |                                                                        |
| 1781                                     | 1785    | Germain Ruinet du Tailly        |           | Avocat, procureur fiscal Député aux États Généraux de Bretagne en 1778 |
| 1785                                     | 1789    | Bon Jan de Lagillardaie         |           | Avocat, échevin                                                        |
| 1789                                     | 1790    | Paul-Marie Le Vaillant de Laubé |           |                                                                        |

### Entre 1790 et 1945
| Période                                  | Période           | Identité                           | Étiquette   | Qualité |
| ---------------------------------------- | ----------------- | ---------------------------------- | ----------- | --- |
| 31 janvier 1790                          | 25 septembre 1791 | Jean-François Bourdonnay du Clézio |             | Négociant en sardines à Concarneau Avocat, négociant Receveur des rentes du Duc de Rohan à Pontivy                                                           |
| novembre 1791                            | 1792              | Jean-Pierre Boullé                 |             | Avocat au barreau de Pontivy, baron d'Empire Député aux États généraux de 1789                                                                               |
| 1792                                     | 1793              | Louis Marie Le Puillon de Boblaye  |             | Président du tribunal de première instance de Pontivy |
| 1793                                     | 1793              | François Faverot                   |             | |
| novembre 1793                            | janvier 1794      | Germain Ruinet du Tailly           |             | Avocat, procureur fiscal Député aux États Généraux de Bretagne en 1778                                                                                       |
| 1794                                     | 1795              | Nicolas Guibert                    |             | |
| 1795                                     | 1795              | Henri Sudrie                       |             | |
| 1795                                     | 1795              | François-Joseph Martel             |             | |
| 1795                                     | 1797              | François Le Gogal de Toulgoët      |             | Juge de paix Ancien sénéchal de la principauté de Guéménee                                                                                                   |
| 1798                                     | 1798              | Yves François de Kermellec         |             | Avocat |
| 1798                                     | 1806              | François-Marie Le Bare             |             | Avocat, administrateur général du duché de Rohan Sous-préfet de Pontivy en 1806                                                                              |
| 1806                                     | 1815              | Yves François de Kermellec         |             | Avocat Chevalier de la Légion d'honneur |
| 1815                                     | 1815              | Pierre Marie Martel                |             | Officier de santé |
| 1815                                     | 1816              | François de Nantois                |             | |
| 1816                                     | 1835              | Pierre Marie Martel                |             | Officier de santé Conseiller d'arrondissement (1833) |
| 1835                                     | 1838              | Hippolyte Le Puillon de Boblaye    |             | Juge d'instruction puis président du tribunal civil de Pontivy                                                                                               |
| 1838                                     | 1846              | Julien Yzopt                       |             | Substitut du procureur du roi auprès du tribunal d'instance de Pontivy en 1821 Chevalier de la Légion d'honneur                                              |
| 1846                                     | 23 décembre 1862  | Pierre-François Jouanno            |             | Professeur de mathématiques au collège royal de Pontivy Chevalier impérial de la Légion d'honneur (1858) Décédé en fonction                                  |
| 1863                                     | 1864              | François-Pierre Jouanno            |             | Architecte Fils de Pierre-François Jouanno, maire précédent                                                                                                  |
| 1864                                     | 1871              | Alphonse Cormier des Fosses        |             | Capitaine de frégate Officier de la Légion d'honneur |
| 1871                                     | 1877              | Athanase Hamon du Plessis          | Droite      | Avoué Conseiller général de Guémené-sur-Scorff (1872 → 1883)                                                                                                 |
| 1877                                     | 1882              | Benjamin Lenglier                  | Républicain | Colonel d'artillerie en retraite Conseiller général de Pontivy (1861 → 1877) Commandeur de la Légion d'honneur                                               |
| 1882                                     | 1892              | Jules Le Fur                       |             | Avoué |
| 1892                                     | 1895              | François Jacquelot                 |             | |
| 1895                                     | mars 1903         | Pierre-Charles Langlais            | Républicain | Docteur en médecine et chirurgien Député du Morbihan (juin → déc. 1898) Démissionnaire                                                                       |
| mars 1903                                | mai 1904          | Charles Fagot                      |             | Corroyeur, marchand bottier Ancien premier adjoint de François Jacquelot                                                                                     |
| mai 1904                                 | 13 avril 1914     | Pierre-Charles Langlais            | Républicain | Docteur en médecine et chirurgien Décédé en fonction |
| mai 1914                                 | décembre 1919     | Maxime Cadre                       |             | Négociant |
| décembre 1919                            | 9 juin 1923       | Jules Rossignol                    |             | Proviseur honoraire du lycée de Pontivy Démissionnaire |
| 9 juin 1923                              | 1927              | Charles Fagot                      | RG          | Négociant |
| 1927                                     | 19 mai 1935       | Hubert Jégourel                    |             | Médecin-chef, ancien premier adjoint |
| 19 mai 1935                              | 1944              | Eugène Frotté                      | Rad.soc.    | Négociant en produits agricoles Autonomiste breton. Arrêté comme otage par la Gestapo le 7 juin 1944 et libéré par les troupes américaines le 1er août 1944. |
| 1944                                     | 13 mai 1945       | Edmond Gousset                     | Rad.soc.    | Chef d'escadron en retraite Officier de la Légion d'honneur                                                                                                  |
| Les données manquantes sont à compléter. |                   |                                    |             | |

### Depuis 1945
Depuis l'après-guerre, sept maires se sont succédé à la tête de la commune.
| Période         | Période                      | Identité            | Étiquette | Qualité |
| --------------- | ---------------------------- | ------------------- | --------- | --- |
| 13 mai 1945     | 26 octobre 1947              | Hubert Jégourel     |           | Médecin-chef, ancien résistant |
| 26 octobre 1947 | 26 mars 1971                 | Marcel Lambert      | RI        | Industriel Sénateur du Morbihan (1959 → 1974) Président du SIEEP [Quand ?] Président de l'Association des maires du Morbihan |
| 26 mars 1971    | 18 mars 1983                 | Michel Masson       | PS        | Agent général d'assurances, ancien avocat et juge de paix Président du SIEEP [Quand ?] Maire honoraire (1983) Commandeur des Palmes académiques (1982) Chevalier de l'Ordre national du Mérite (1986)                                              |
| 18 mars 1983    | 24 juin 1995                 | Joseph Lécuyer      | UDF-CDS   | Assureur Conseiller régional de Bretagne (1986 → 1998) Maire de Kerfourn (1977 → 1983) |
| 24 juin 1995    | 5 juillet 2012               | Jean-Pierre Le Roch | PS        | Professeur de mathématiques retraité Député du Morbihan (3e circ.) (2012 → 2017) Conseiller régional de Bretagne (1998 → 2015) Président de Pontivy Communauté (2003 → 2012) Maire honoraire (2013) Démissionnaire après son élection comme député |
| 5 juillet 2012  | 6 avril 2014                 | Henri Le Dorze      | PS        | Retraité France Télécom Premier adjoint au maire (1995 → 2012) Conseiller général de Pontivy (2004 → 2015) 2e vice-président de Pontivy Communauté (2012 → 2014)                                                                                   |
| 6 avril 2014    | En cours (au 5 juillet 2020) | Christine Le Strat  | MoDem     | Directrice générale des services retraitée Conseillère régionale de Bretagne (2015 → 2021) Présidente de Pontivy Communauté (2014 → 2020) 1re vice-présidente de Pontivy Communauté (2020 → ) Réélue pour le mandat 2020-2026                      |

## Conseil municipal actuel
Les 33 sièges composant le conseil municipal de Pontivy ont été pourvus le 28 juin 2020 à l'issue du second tour de scrutin. Actuellement, il est réparti comme suit :

## Résultats des élections municipales

### Élection municipale de 2020
| Tête de liste                             | Tête de liste              | Liste                    | Premier tour | Premier tour | Second tour | Second tour | Sièges  | Sièges  |
| Tête de liste                             | Tête de liste              | Liste                    | Voix         | %            | Voix        | %           | CM      | CC      |
| ----------------------------------------- | -------------------------- | ------------------------ | ------------ | ------------ | ----------- | ----------- | ------- | ------- |
|                                           | Christine Le Strat *       | MoDem                    | 1 983        | 46,28        | 2 053       | 56,58       | 26      | 12      |
| Pontivy avant tout                        |                            |                          | 1 983        | 46,28        | 2 053       | 56,58       | 26      | 12      |
|                                           | Marie-Madeleine Doré-Lucas | FI-G.s-PS-EÉLV           | 894          | 20,86        | 943         | 25,99       | 4       | 2       |
| Demain Pontivy écologique et solidaire    |                            |                          | 894          | 20,86        | 943         | 25,99       | 4       | 2       |
|                                           | Gaëlle Le Roch             | LREM                     | 648          | 15,12        | 632         | 17,42       | 3       | 1       |
| Unis pour Pontivy                         |                            |                          | 648          | 15,12        | 632         | 17,42       | 3       | 1       |
|                                           | Soizic Perrault            | LR                       | 759          | 17,71        | Retrait     | Retrait     | Retrait | Retrait |
| Pontivy avec envie - Soizic Perrault 2020 |                            |                          | 759          | 17,71        | Retrait     | Retrait     | Retrait | Retrait |
|                                           |                            |                          |              |              |             |             |         |         |
| Votes exprimés                            | Votes exprimés             | Votes exprimés           | 4 284        | 96,88        | 3 628       | 96,08       |         |         |
| Votes blancs                              | Votes blancs               | Votes blancs             | 57           | 1,29         | 63          | 1,67        |         |         |
| Votes nuls                                | Votes nuls                 | Votes nuls               | 81           | 1,83         | 85          | 2,25        |         |         |
| Total                                     | Total                      | Total                    | 4 422        | 100,00       | 3 776       | 100,00      | 33      | 15      |
| Abstention                                | Abstention                 | Abstention               | 5 011        | 53,12        | 5 646       | 59,92       |         |         |
| Inscrits / participation                  | Inscrits / participation   | Inscrits / participation | 9 433        | 46,88        | 9 422       | 40,08       |         |         |
| * Liste du maire sortant                  |                            |                          |              |              |             |             |         |         |

### Élection municipale de 2014
| Tête de liste                           | Tête de liste              | Liste              | Premier tour | Premier tour | Second tour | Second tour | Sièges | Sièges |
| Tête de liste                           | Tête de liste              | Liste              | Voix         | %            | Voix        | %           | CM     | CC     |
| --------------------------------------- | -------------------------- | ------------------ | ------------ | ------------ | ----------- | ----------- | ------ | ------ |
|                                         | Christine Le Strat         | MoDem-UDI-UMP (UC) | 2 628        | 44,94        | 3 254       | 54,09       | 26     | 12     |
| Pontivy nouvel élan 2014                |                            |                    | 2 628        | 44,94        | 3 254       | 54,09       | 26     | 12     |
|                                         | Daniel Le Couviour         | PS-UDB             | 1 629        | 27,86        | 1 710       | 28,42       | 5      | 2      |
| Pontivy territoire d'avenir             |                            |                    | 1 629        | 27,86        | 1 710       | 28,42       | 5      | 2      |
|                                         | Éric Seguet                | SE                 | 818          | 13,99        | 539         | 8,96        | 1      | 0      |
| Pontivy CitoyenS                        |                            |                    | 818          | 13,99        | 539         | 8,96        | 1      | 0      |
|                                         | Marie-Madeleine Doré-Lucas | DVG-FG-EELV        | 772          | 13,20        | 512         | 8,51        | 1      | 0      |
| Alternative citoyenne pour Pontivy 2014 |                            |                    | 772          | 13,20        | 512         | 8,51        | 1      | 0      |
|                                         |                            |                    |              |              |             |             |        |        |
| Inscrits                                | Inscrits                   | Inscrits           | 9 332        | 100,00       | 9 332       | 100,00      |        |        |
| Abstentions                             | Abstentions                | Abstentions        | 3 209        | 34,39        | 3 130       | 33,54       |        |        |
| Votants                                 | Votants                    | Votants            | 6 123        | 65,61        | 6 202       | 66,46       |        |        |
| Blancs et nuls                          | Blancs et nuls             | Blancs et nuls     | 276          | 4,51         | 187         | 3,02        |        |        |
| Exprimés                                | Exprimés                   | Exprimés           | 5 847        | 95,49        | 6 015       | 96,98       |        |        |

### Élection municipale de 2008
|                             | Jean-Pierre Le Roch * | PS-PCF-UDB (UG) | 3 787 | 62,00  | 27 |  |  |  |
| Pontivy pôle d'avenir       |                       |                 | 3 787 | 62,00  | 27 |  |  |  |
|                             | Christine Le Strat    | MoDem-UMP (UD)  | 2 321 | 38,00  | 6  |  |  |  |
| Un nouvel élan pour Pontivy |                       |                 | 2 321 | 38,00  | 6  |  |  |  |
|                             |                       |                 |       |        |    |  |  |  |
| Inscrits                    | Inscrits              | Inscrits        | 9 430 | 100,00 |    |  |  |  |
| Abstentions                 | Abstentions           | Abstentions     | 3 048 | 32,32  |    |  |  |  |
| Votants                     | Votants               | Votants         | 6 382 | 67,68  |    |  |  |  |
| Blancs ou nuls              | Blancs ou nuls        | Blancs ou nuls  | 274   | 4,29   |    |  |  |  |
| Exprimés                    | Exprimés              | Exprimés        | 6 108 | 95,71  |    |  |  |  |
| * Liste du maire sortant    |                       |                 |       |        |    |  |  |  |

### Élection municipale de 2001
|                            | Jean-Pierre Le Roch * | PS-PCF         | 3 270 | 57,98  | 27 |  |  |  |
| Pontivy pôle d'avenir      |                       |                | 3 270 | 57,98  | 27 |  |  |  |
|                            | Jean-Michel Le Roux   | DVD-RPR-UDF-DL | 1 783 | 31,61  | 5  |  |  |  |
| Agir ensemble pour Pontivy |                       |                | 1 783 | 31,61  | 5  |  |  |  |
|                            | Guy Collet            | LV-ALT         | 587   | 10,41  | 1  |  |  |  |
| Le choix de la différence  |                       |                | 587   | 10,41  | 1  |  |  |  |
|                            |                       |                |       |        |    |  |  |  |
| Inscrits                   | Inscrits              | Inscrits       | 9 271 | 100,00 |    |  |  |  |
| Abstentions                | Abstentions           | Abstentions    | 3 245 | 35,00  |    |  |  |  |
| Votants                    | Votants               | Votants        | 6 026 | 65,00  |    |  |  |  |
| Blancs ou nuls             | Blancs ou nuls        | Blancs ou nuls | 386   | 6,40   |    |  |  |  |
| Exprimés                   | Exprimés              | Exprimés       | 5 640 | 93,59  |    |  |  |  |
| * Liste du maire sortant   |                       |                |       |        |    |  |  |  |

### Élection municipale de 1995
| Tête de liste            | Tête de liste       | Liste          | Premier tour | Premier tour | Second tour | Second tour | Sièges | Sièges |
| Tête de liste            | Tête de liste       | Liste          | Voix         | %            | Voix        | %           | CM     |        |
| ------------------------ | ------------------- | -------------- | ------------ | ------------ | ----------- | ----------- | ------ | ------ |
|                          | Jean-Pierre Le Roch | PS-PCF (UG)    | 2 941        | 44,90        | 3 969       | 57,09       | 26     |        |
| Pontivy pôle d'avenir    |                     |                | 2 941        | 44,90        | 3 969       | 57,09       | 26     |        |
|                          | Joseph Lécuyer *    | UDF-RPR (UD)   | 2 576        | 39,33        | 2 983       | 42,91       | 7      |        |
| Pontivy pour tous        |                     |                | 2 576        | 39,33        | 2 983       | 42,91       | 7      |        |
|                          | Michel Coste        | ECO            | 1 033        | 15,77        |             |             |        |        |
| Pontivy trait d'union    |                     |                | 1 033        | 15,77        |             |             |        |        |
|                          |                     |                |              |              |             |             |        |        |
| Inscrits                 | Inscrits            | Inscrits       | 9 251        | 100,00       | 9 251       | 100,00      |        |        |
| Abstentions              | Abstentions         | Abstentions    | 2 408        | 26,03        | 2 062       | 22,29       |        |        |
| Votants                  | Votants             | Votants        | 6 843        | 73,97        | 7 189       | 77,71       |        |        |
| Blancs ou nuls           | Blancs ou nuls      | Blancs ou nuls | 293          | 4,28         | 237         | 3,30        |        |        |
| Exprimés                 | Exprimés            | Exprimés       | 6 550        | 95,72        | 6 952       | 96,70       |        |        |
| * Liste du maire sortant |                     |                |              |              |             |             |        |        |

### Élection municipale de 1989
|                                          | Joseph Lécuyer * | UDF-RPR-DVD (UD) | 3 648 | 53,45  | 26 |  |  |  |
| Pontivy ensemble                         |                  |                  | 3 648 | 53,45  | 26 |  |  |  |
|                                          | Gwénaél Doré     | PS-PCF-DVG (UG)  | 3 177 | 46,55  | 7  |  |  |  |
| Pontivy mieux vivre - Union de la gauche |                  |                  | 3 177 | 46,55  | 7  |  |  |  |
|                                          |                  |                  |       |        |    |  |  |  |
| Inscrits                                 | Inscrits         | Inscrits         | 9 022 | 100,00 |    |  |  |  |
| Abstentions                              | Abstentions      | Abstentions      | 1 939 | 21,49  |    |  |  |  |
| Votants                                  | Votants          | Votants          | 7 083 | 78,51  |    |  |  |  |
| Nuls                                     | Nuls             | Nuls             | 258   | 2,86   |    |  |  |  |
| Exprimés                                 | Exprimés         | Exprimés         | 6 825 | 75,65  |    |  |  |  |
| * Liste du maire sortant                 |                  |                  |       |        |    |  |  |  |

### Élection municipale de 1983
| Tête de liste                             | Tête de liste    | Liste        | Premier tour | Premier tour | Second tour | Second tour | Sièges | Sièges |
| Tête de liste                             | Tête de liste    | Liste        | Voix         | %            | Voix        | %           | CM     |        |
| ----------------------------------------- | ---------------- | ------------ | ------------ | ------------ | ----------- | ----------- | ------ | ------ |
|                                           | Joseph Lécuyer   | UDF-RPR (UD) | 3 578        | 49,43        | 3 953       | 53,59       | 26     |        |
| Pontivy pour tous                         |                  |              | 3 578        | 49,43        | 3 953       | 53,59       | 26     |        |
|                                           | Michel Masson *  | PS-PCF (UG)  | 2 980        | 41,17        | 3 424       | 46,41       | 7      |        |
| Pontivy une nouvelle étape pour la gauche |                  |              | 2 980        | 41,17        | 3 424       | 46,41       | 7      |        |
|                                           | Francis Bourdois | PS diss.-UDB | 680          | 9,39         |             |             |        |        |
| Concertation pour l'action municipale     |                  |              | 680          | 9,39         |             |             |        |        |
|                                           |                  |              |              |              |             |             |        |        |
| Inscrits                                  | Inscrits         | Inscrits     | 8 810        | 100,00       | 8 810       | 100,00      |        |        |
| Abstentions                               | Abstentions      | Abstentions  | 1 425        | 16,17        | 1 181       | 13,40       |        |        |
| Votants                                   | Votants          | Votants      | 7 385        | 83,82        | 7 629       | 86,59       |        |        |
| Nuls                                      | Nuls             | Nuls         | 147          | 1,67         | 252         | 2,86        |        |        |
| Exprimés                                  | Exprimés         | Exprimés     | 7 238        | 82,15        | 7 377       | 83,73       |        |        |
| * Liste du maire sortant                  |                  |              |              |              |             |             |        |        |

### Élection municipale de 1977
| Tête de liste                         | Tête de liste   | Liste              | Premier tour | Premier tour | Sièges | Sièges |
| Tête de liste                         | Tête de liste   | Liste              | Voix         | %            | CM     |        |
| ------------------------------------- | --------------- | ------------------ | ------------ | ------------ | ------ | ------ |
|                                       | Michel Masson * | PS-PCF (UG)        | 3 416        | 53,21        | 27     |        |
| Liste municipale d'union de la gauche |                 |                    | 3 416        | 53,21        | 27     |        |
|                                       | Jo Le Tinier    | Mod.-RI-RPR (Maj.) | 2 863        | 44,60        |        |        |
| Liste d'union municipale              |                 |                    | 2 863        | 44,60        |        |        |
|                                       |                 |                    |              |              |        |        |
| Inscrits                              | Inscrits        | Inscrits           | 7 932        | 100,00       |        |        |
| Abstentions                           | Abstentions     | Abstentions        | 1 373        | 17,31        |        |        |
| Votants                               | Votants         | Votants            | 6 559        | 82,69        |        |        |
| Exprimés                              | Exprimés        | Exprimés           | 6 419        | 80,92        |        |        |
| * Liste du maire sortant              |                 |                    |              |              |        |        |

### Élection municipale de 1971
| Tête de liste                                                                                 | Tête de liste | Liste             | Premier tour | Premier tour | Second tour | Second tour | Sièges    | Sièges |
| Tête de liste                                                                                 | Tête de liste | Liste             | Voix         | %            | Voix        | %           | CM        |        |
| --------------------------------------------------------------------------------------------- | ------------- | ----------------- | ------------ | ------------ | ----------- | ----------- | --------- | ------ |
|                                                                                               | Louis Robic   | RI-Mod. (Maj.)    | 2 741        | 48,34        | 2 500       | 43,77       | 9 (9/0)   |        |
| Liste républicaine d'administration municipale                                                |               |                   | 2 741        | 48,34        | 2 500       | 43,77       | 9 (9/0)   |        |
|                                                                                               | Michel Masson | PS-Centr. g. (UG) | 1 770        | 31,21        | 3 072       | 53,79       | 18 (0/18) |        |
| Liste municipale d'unité socialiste (1er tour) Liste d'union municipale des gauches (2d tour) |               |                   | 1 770        | 31,21        | 3 072       | 53,79       | 18 (0/18) |        |
|                                                                                               | Germain Robin | PCF               | 994          | 17,53        | 3 072       | 53,79       | 18 (0/18) |        |
| Liste d'action démocratique laïque et socialiste                                              |               |                   | 994          | 17,53        | 3 072       | 53,79       | 18 (0/18) |        |
|                                                                                               |               |                   |              |              |             |             |           |        |
| Inscrits                                                                                      | Inscrits      | Inscrits          | 6 944        | 100,00       | 6 944       | 100,00      |           |        |
| Abstentions                                                                                   | Abstentions   | Abstentions       | 1 091        | 15,71        | 1 149       | 16,55       |           |        |
| Votants                                                                                       | Votants       | Votants           | 5 853        | 84,29        | 5 795       | 83,45       |           |        |
| Exprimés                                                                                      | Exprimés      | Exprimés          | 5 670        | 81,65        | 5 711       | 82,24       |           |        |